# Eleocharis platypus
Eleocharis platypus är en halvgräsart som beskrevs av Charles Baron Clarke. Eleocharis platypus ingår i släktet småsäv, och familjen halvgräs. Inga underarter finns listade i Catalogue of Life.